# Алексей IV Ангел
Алексей IV Ангел (греч. Αλέξιος Δ; ок. 1183 — 1204) — Византийский император в 1203—1204 годах. Сын Исаака II и его первой жены Ирины.

## Биография
В советской историографии утвердилось мнение, что в жёны Алексею предназначалась черниговская княжна Евфимия Глебовна, однако она, вероятно, умерла до бракосочетания и событий 1195 года, которые изменили политическую обстановку в Византии.

### Бегство из Византии
После ослепления своего отца и узурпации власти его дядей Алексеем III в 1195 году проживал в Константинополе на положении пленника. В марте 1202 года с помощью своего воспитателя бежал к своей сестре Ирине, жене короля Филиппа Швабского (его тайно перевезли два купца из Пизы).
Посетив немецкий и папский дворы, Алексей смог найти поддержку в борьбе за престол у участников четвёртого крестового похода. В Швабии он встретился с лидером похода Бонифацием Монферратским, двоюродным братом Филиппа.
«В то время как юноша находился там, все знатные бароны и дож Венеции также собрались в палатке маркиза; и они судили и рядили о том о сём и в конце концов спросили у юноши, что он сделает для них, если они поставят его императором и возложат на него в Константинополе корону; и он ответил им, что сделает всё, чего бы они ни пожелали», — пишет участник похода хронист Робер де Клари.
Ангел обещал выплатить крестоносцам 200 000 марок, помочь флотом и отрядом в 10 000 воинов в завоевании Египта и содержать 500 солдат в Святой Земле, а также подчинить византийскую церковь Святому Престолу. Это предложение понравилось крестоносцам, и европейский флот отправился к Константинополю.

### Возврат власти
В конце июня 1203 года крестоносцы прибыли к столице Византии. Алексей III встретил их у городских стен с 70-тысячным войском, которое было разбито в ходе дальнейшего сражения. Алексей III пробовал договориться с крестоносцами, предлагая им покинуть его владения, а взамен предоставить провизию и денежное обеспечение. Но европейцы настаивали на передаче власти его племяннику Алексею.
Началась осада города, в ходе которой европейцы смогли захватить Галатскую башню и разломать цепь, закрывавшую проход в бухту Золотой Рог. В июле гарнизон совершил удачную вылазку, но басилевс не воспользовался её итогами.
Вызвав своими действиями волну народного недовольства, 18 июля Алексей III бежал из столицы в Адрианополь, забрав с собой 10 кентинариев золота и дочь Ирину.
19 июля 1203 года отец Алексея IV Исаак был освобождён горожанами из темницы и переведён во дворец. Крестоносцы настояли на том, чтобы императором был и сам Алексей. 1 августа отец и сын были провозглашены соправителями.

### Кризис
Однако отношения с европейцами начали быстро ухудшаться. Исаак II понимал, что сумму, которую пообещал им его сын, императорская казна дать не в состоянии. Алексей IV пытался вернуть долг крестоносцам. Для уплаты долга он обложил экстраординарным налогом всех, конфисковал имущество сторонников Алексея III, велел переплавлять украшения и изымать церковную утварь. Немного помог захват нескольких городов во Фракии в ходе войны с Алексеем III. Кроме того, по его настоянию патриарх Иоанн Каматир был вынужден пойти на ряд уступок папе.
В августе 1203 года крестоносцы отправились грабить мусульманский квартал, из-за этого начались стычки с городскими дружинниками. В итоге разгорелся пожар, за два дня нанёсший серьёзный урон ремесленным кварталам, ипподрому и Большому дворцу.
К осени правительству удалось собрать половину суммы — 100 000 марок. Деньги не удовлетворили европейцев, и был подписан договор, по которому они оставались ещё на год, дожидаясь выплаты всей суммы. Но к этому времени знать и простой народ ненавидели Ангелов из-за тяжёлой экономической ситуации и присутствия крестоносцев.
В декабре 1203 ненависть между гражданами Константинополя и крестоносцами вырвалась наружу насилием. Разъяренные толпы хватали и жестоко убивали любого иностранца. Крестоносцы, в свою очередь, считали, что Алексей IV не выполнил данных им обещаний. В итоге Алексей прямо сказал им: «Я не буду делать больше, чем я сделал».
Проблемы начались и с ещё одной, неожиданной стороны: ослеплённый Исаак II был недоволен тем, что приходится делить власть с сыном, и начал распространять против него всякие слухи, обвиняя его одного не только в сложившейся ситуации, но и в расточительном образе жизни и даже в сексуальных извращениях. Так, например, он пустил слух, что Алексей общается с «развращенными мужчинами».
Сам Алексей не смог открыто выступить против крестоносцев, как этого от него требовали жители. В начале января 1204 года он попытался поджечь 17 кораблей крестоносцев, но попытка не удалась.

### Низложение и смерть
25 января 1204 года в соборе Святой Софии оба соправителя были низложены горожанами. Узнав об этом, Алексей IV приготовился ввести войска латинян в свой дворец и хотел послать на переговоры с крестоносцами протовестиария Алексея Дуку Мурзуфла. Однако тот сам имел имперские амбиции. 28 января он приказал схватить Исаака и Алексея и бросить в тюрьму. Он дважды пытался отравить его, а затем приказал задушить (Хониат: 7; 1, 3—4). Исаак умер, не выдержав известия о гибели сына.
Во время короткого правления Алексея IV империя потеряла свои территории на побережье Чёрного моря до Трапезунда.